# DanTDM
Daniel Robert Middleton (Aldershot, Inglaterra, Reino Unido, 8 de noviembre de 1991), conocido como DanTDM (antiguamente TheDiamondMinecart), es un youtuber y actor de voz británico conocido por sus videos en los que se graba jugando videojuegos. En sus canales, Middleton ha jugado múltiples videojuegos, entre los que destacan Minecraft, Roblox y Pokémon .
Su canal se encuentra entre los más que más suscriptores tiene en la comunidad de YouTube en Reino Unido. En julio de 2015, de acuerdo a The Guardian, su canal fue el más popular del mundo en dichoso mes por audiencia. Ha ganado varios Kids 'Choice Awards y ha varios récords Guinness por sus gameplays. En 2017, Middleton apareció en la lista de Forbes de YouTubers mejor pagados, ganando 16,5 millones de dólares estadounidenses en un año. Para marzo de 2024, su canal de YouTube cuenta con aproximadamente 28,6 millones de suscriptores, 19,7 mil millones de visitas, habiendo publicado más de 3,700 videos.

## Primeros años
Middleton nació el 8 de noviembre de 1991 en la localidad británica de Aldershot, como hijo mayor de dos hermanos. Sus padres se divorciaron cuando era niño. Comenzó a estudiar en la Universidad de Nottingham, cuando empezó un canal de YouTube en 2009 dedicado a Pokemon que llamó PokemanDanlvl45.

## Carrera
En 2012, Middleton creó otro canal que llamó TheDiamondMinecart. Posteriormente cambió el nombre de su canal a TheDiamondMinecart // DanTDM, luego, el 12 de diciembre de 2016, lo volvió a renombrar como DanTDM. Actualmente realiza sus videos en Wellingborough.
Realizó una novela gráfica que tituló Trayaurus and the Enchanted Crystal el 6 de octubre de 2016. El libro estuvo en el primer puesto de la lista de libros más vendidos de The New York Times para novelas gráficas con encuadernación cartoneé durante once semanas

Fue invitado destacado en el Festival de Literatura de Cheltenham, realizando posteriormente una gira de libros en partes del Reino Unido y Nueva York. En 2017 estuvo en una gira por Estados Unidos y Australia.
En 2017, participó en una serie web protagonizada por el mismo llamada DanTDM Creates a Big Scene, el colaboración con otros influencers. La serie fue estrenada el 7 de abril de 2017 como exclusiva de YouTube Red, servicio de suscripción de YouTube. El programa "sigue a DanTDM y su grupo de amigos animados mientras luchan por mantener su show en vivo en medio de la carretera", contando con seis episodios.
En 2019, Middleton estuvo el puesto 41 de la lista de los 100 principales influencers del Reino Unido según The Sunday Times, quien también dijo que el patrimonio neto estimado de Middleton era de aproximadamente 25 millones de libras esterlinas. Su canal se había centrado principalmente en el indie Minecraft, sin embargo, desde enero de 2020, ha cambiado parte de su contenido, pasando a jugar videojuegos aleatorios y videoreacciones. Middleton también realiza una serie de Minecraft en el modo extremo, parte importante de su canal.

## Vida personal
En junio de 2013, cuando su canal superó los 100.000 suscriptores, publicó un video que mostraba su cara al público. Middleton se casó con Jemma Millward el 17 de marzo de 2013. Daniel y Jemma tienen un hijo, Asher Middleton, nacido el 5 de enero de 2020.

## Filmografía
| Año  | Título                    | Papel    | Notas                                            |
| ---- | ------------------------- | -------- | ------------------------------------------------ |
| 2018 | Ralph Breaks the Internet | eBoy     | Papel de la voz; Versión teatral del Reino Unido |
| 2021 | Free Guy                  | Él mismo | Cameo                                            |

| Año  | Título                       | Papel    | Notas                                       |
| ---- | ---------------------------- | -------- | ------------------------------------------- |
| 2016 | Academia Skylanders          | Cy       | Papel de la voz; recurrente                 |
| 2017 | DanTDM Creates A Big Scene   | Él mismo | Serie producida por YouTube con 6 episodios |
| 2017 | YouTube Rewind               | Él mismo | Solo en 2017                                |
| 2019 | DanTDM Presents: The Contest | Él mismo | Protagonista del espectáculo                |

| Año  | Título                                           | Papel    | Notas |
| ---- | ------------------------------------------------ | -------- | ----- |
| 2019 | DanTDM and Danni Tabor play Super Mario Maker 2! | Él mismo |       |

| Año  | Título                | Plataformas | Papel    | Notas                                     |
| ---- | --------------------- | --- | -------- | ----------------------------------------- |
| 2016 | Minecraft: Story Mode | Microsoft Windows, macOS, Xbox 360, Xbox One, PlayStation 3, PlayStation 4, Wii U, Nintendo Switch, iOS, Android, Apple TV, navegador web | Él mismo | Episodio 6: Un portal hacia lo Misterioso |

## Premios y nominaciones
- Récord Guinness por ser "el jugador de Rocket League con más goles marcados en una partida con equipos de a 2" (compartido con Tom Cassell, también conocido como TheSyndicateProject).[38] y "el jugador que anotó la mayoría de los goles de una partida de Rocket League en un equipo conformado por tres jugadores".[39]
- Récord Guinness por ser el "el canal de Minecraft con más visitas".[40]
- Nickelodeon Kids 'Choice Awards en la categoría "Tipster favorito del Reino Unido" de 2015[41]

## Publicaciones
- DanTDM (6 de octubre de 2016). Trayaurus and the Enchanted Crystal. HarperCollins. ISBN 978-1409168393.
- DanTDM (17 de noviembre de 2016). Official DanTDM 2017 Diary and Activity Book: Lots of Things to Make and Do. Trapeze. ISBN 978-1409171188.